# Hibiscus (Software)
Hibiscus ist eine freie Software unter der GNU General Public License zur Abwicklung des Zahlungsverkehrs. Das multibankenfähige Programm unterstützt den deutschen FinTS (ehemals HBCI) Standard für Electronic Banking, sowohl mit PIN/TAN, als auch mit Schlüsselmedium („RSA-Schlüsseldiskette“) und Chipkarte, Letzteres allerdings nur unter Windows und Linux. Ab Version 2.0 kann Hibiscus auch mit SMS- und Chip-TAN umgehen.
Es war Teil der Linux-Distribution Bankix, die zeitweise über die Computerzeitschrift c’t vertrieben wurde. Hibiscus läuft als Plugin innerhalb des eigens dafür entwickelten Java-Frameworks Jameica.
Mit dem Programm können Salden und Umsätze abgefragt, Einzel- und Sammelüberweisungen als auch Daueraufträge bearbeitet, Umbuchungen zwischen Unterkonten getätigt sowie auch Einzel- und Sammellastschriften erzeugt werden. Auch Terminüberweisungen und die Abfrage von freigeschalteten Konten werden unterstützt. Umsätze können Kategorien zugeordnet werden – auch automatisch mittels Schlagwörtern oder regulären Suchausdrücken. Diese Kategorien können mit frei definierbaren Farben hervorgehoben werden. Das Programm besitzt eine Fülle von Export/Import-Funktionen als Portable Document Format (PDF), Hypertext Markup Language (HTML), Extensible Markup Language (XML), das Datenträgeraustauschverfahren, MT940 sowie CSV.

## Funktionsumfang
- Adressbuch mit Anzeige der Umsätze von/an den Kontakt
- Verwaltung beliebig vieler Konten/Bankverbindungen
- Führung eines Protokolls pro Konto
- Erzeugung und Druck eines INI-Briefs
- Abrufen von System-Nachrichten der Bank
- Export von Konto-Umsätzen im HTML-, XML-, CSV-, PDF- und MT940-Format
- Anpassbare Startseite mit Finanz-Übersicht über alle Konten
- Globale Suchfunktion über Konten, Adressbuch, Aufträge und Umsätze
- Grafische Auswertungen
- Synchronisierung aller Konten en bloc
- Ausführen von Geschäftsvorfällen/Kontosynchronisation im Hintergrund

### Unterstützte HBCI-Medien
- Chipkarte (mit DDV-Chip)
- Schlüsseldiskette
- PIN/TAN (inkl. chipTAN sowohl optisch als auch manuell sowie per USB)

### Nicht unterstützte HBCI-Medien
- Chipkarte (mit RDH-Chip)

### Unterstützte HBCI-Geschäftsvorfälle
- Abruf der verfügbaren Konten
- Saldo abrufen
- Konto-Umsätze abrufen
- Abruf des elektronischen Kontoauszuges
- Einzel- und Sammel-Überweisung
- Einzel- und Sammel-Lastschriften
- Termin-Überweisung
- SEPA-Überweisung
- SEPA-Echtzeitüberweisung
- SEPA-Lastschriften
- IBAN-Rechner
- Daueraufträge abrufen, anlegen, ändern, löschen